# Arroio Amarillo
O Arroio Amarillo (em português "Amarelo") é um curso de água uruguaio no departamento de Cerro Largo.
A sua nascente é a Coxilha de Cambota, sua foz é o  Rio Tacuarí.